# Hucín
Hucín (ungarisch Gice) ist eine Gemeinde in der Mitte der Slowakei mit 915 Einwohnern (Stand 31. Dezember 2024), die zum Okres Revúca, einem Kreis des Banskobystrický kraj, gehört und in der traditionellen Landschaft Gemer liegt.

## Geographie

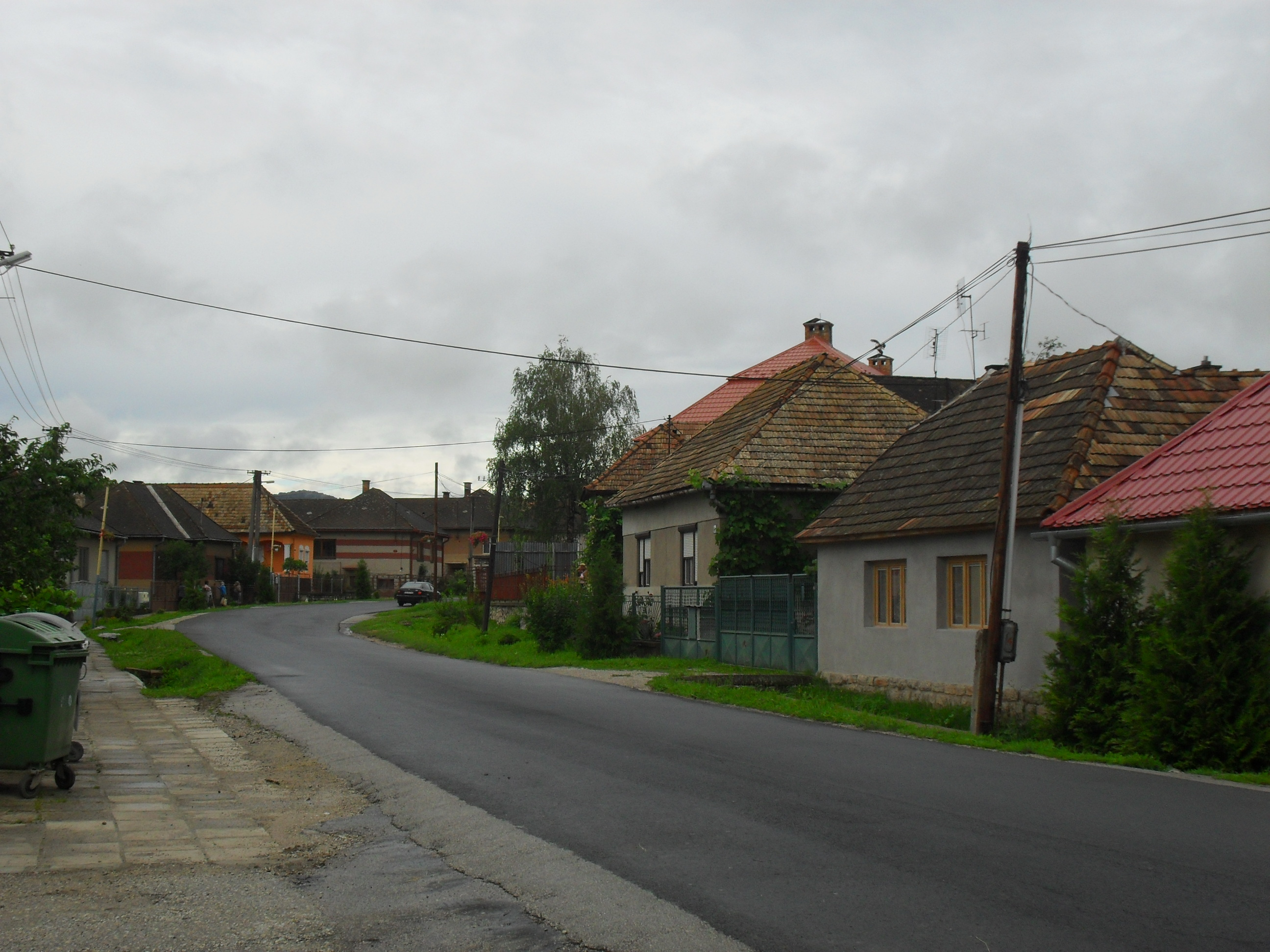
Ortsansicht

Die Gemeinde befindet sich im Westteil  des Slowakischen Karstes auf einer kleinen Hochebene im Tal des Baches Rybník, kurz vor dessen Mündung in den Muráň. Das Ortszentrum liegt auf einer Höhe von 238 m n.m. und ist neun Kilometer von Jelšava, 20 Kilometer von Revúca sowie 29 Kilometer von Rožňava entfernt.
Nachbargemeinden sind Gemerské Teplice im Norden, Gemerský Sad im Nordosten, Gemerská Hôrka im Osten, Licince im Süden und Šivetice im Westen.

## Geschichte

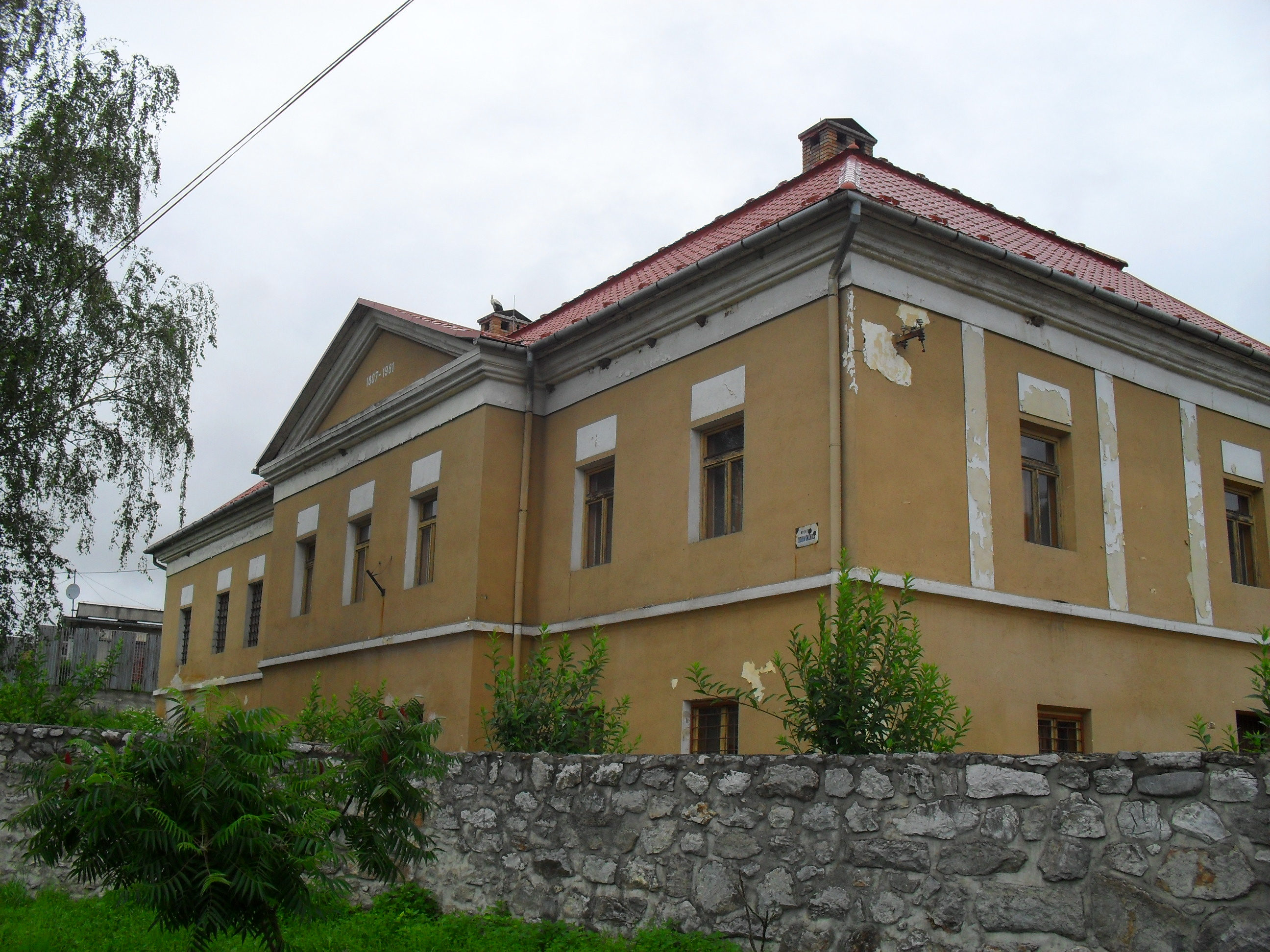
Eines der Landschlösser in Hucín

Der Ort Hucín existierte schon im 12. und 13. Jahrhundert, wurde aber erst 1327 als Gyuche zum ersten Mal schriftlich erwähnt. 1338 ist eine Pfarrei schriftlich belegt. 1427 gab es in Hucín insgesamt 32 Porta, die das von diesem Ort stammende Geschlecht Giczey besaß. Im 17. Jahrhundert kam der Ort durch Heirat an die Familie Czékus sowie teilweise auch Fáy. 1828 zählte man 76 Häuser und 551 Einwohner, die überwiegend von Landwirtschaft lebten, aber auch als Kalkbrenner, Töpfer und Hersteller von Tabakpfeifen arbeiteten.
Bis 1918 gehörte der im Komitat Gemer und Kleinhont liegende Ort zum Königreich Ungarn und kam danach zur Tschechoslowakei beziehungsweise heute Slowakei. 1938–45 lag er auf Grund des Ersten Wiener Schiedsspruchs noch einmal in Ungarn.

## Bevölkerung
| Jahr                | 1994 | 2004    | 2014     | 2024    |
| ------------------- | ---- | ------- | -------- | ------- |
| Anzahl der Personen | 795  | 782     | 913      | 915     |
| Unterschied         |      | −1,63 % | +16,75 % | +0,21 % |

| Jahr                | 2023 | 2024 |
| ------------------- | ---- | ---- |
| Anzahl der Personen | 915  | 915  |
| Unterschied         |      | +0 % |

Gemäß der Volkszählung 2011 wohnten in Hucín 877 Einwohner, davon 391 Roma, 235 Slowaken, 167 Magyaren und fünf Tschechen. 79 Einwohner machten keine Angabe. 149 Einwohner bekannten sich zur reformierten Kirche, 109 Einwohner zur römisch-katholischen Kirche, 70 Einwohner zu den Zeugen Jehovas, 26 Einwohner zur evangelischen Kirche A. B., zehn Einwohner zur griechisch-katholischen Kirche, fünf Einwohner zur altkatholischen Kirche, drei Einwohner zur evangelisch-methodistischen Kirche und zwei Einwohner zur tschechoslowakisch-hussitischen Kirche. 412 Einwohner waren konfessionslos und bei 91 Einwohnern wurde die Konfession nicht ermittelt.

## Bauwerke

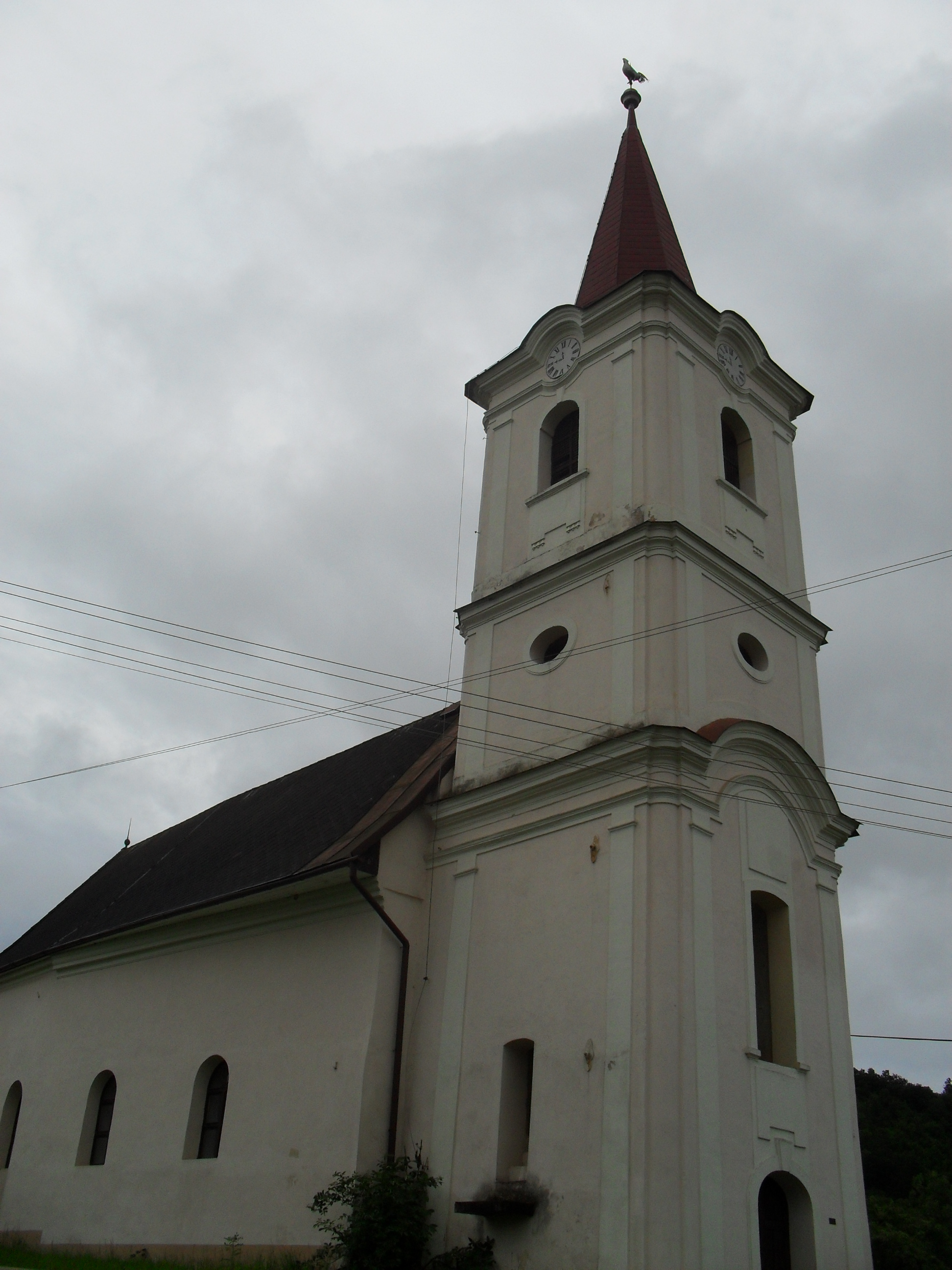
Calvinistische Kirche

- calvinistische Kirche im gotischen Stil aus dem 14. Jahrhundert
- zwei Landschlösser im klassizistischen Stil aus dem Ende des 18. und Anfang des 19. Jahrhunderts